# Louis Théophile Hingre
Louis-Théophile Hingre (dit parfois Théophile Hingre), né le 19 novembre 1832 à Écouen (Val-d'Oise) où il est mort le 12 novembre 1911, est un sculpteur modeleur, graveur d'estampes et de médailles,. Il est un spécialiste de la sculpture animalière.

## Biographie
Louis-Théophile Hingre est né rue du Four-Gaudon à Écouen.
En 1844, à l'âge de 12 ans, il va à Paris, au quartier du Temple, et devient apprenti dans l'atelier de Henri Louis Gervais et d'Adrien Possot pour y apprendre la sculpture d'ornement appropriée à la fabrication de bronze, à laquelle il ne cesse de s'appliquer jusqu'à sa vingt-cinquième année.
En 1851, âgé de 19 ans, il épouse Louise Dailly avec laquelle il a quatre enfants : Maximilien, Clémentine (dont une partie de la descendance vit à Écouen), Marguerite, et enfin Léon (futur artiste peintre et sculpteur, qui fut son élève et fit carrière en Angleterre). À sa vie d'artiste, il associe une dimension citoyenne reconnue : il est membre du jury départemental d'État de la Seine de 1896 à 1906, officier d'Académie en 1899 et officier d'instruction publique en 1908.
Par ailleurs, son orientation républicaine, saluée lors de son oraison funèbre par le maire d'Écouen Arthur Quériot, le rend proche de Louis Blanc, qu'il avait rencontré lors de la révolution française de 1848. Quelques sculptures éphémères faites à l'occasion de banquets républicains et dont il reste les photographies témoignent de cette entente entre les deux hommes.
C'est cette proximité de vue qui les force à s'expatrier en Angleterre, l'un en 1848, l'autre en 1858. Pendant que l'homme politique s'exprime notamment par l'écrit (les lettres d'Angleterre. Histoire de la Révolution française), l'artiste collabore pendant sept années en qualité de sculpteur d'ornements à la maison d'orfèvrerie « Elkington » de Birmingham. Elle encourage ses premières études d'animaux en lui confiant la réalisation des prix des courses de chevaux. De son exil, il ne se fait pas oublier des Salons des Artistes Français, où il expose dès 1860.
Dès son retour d'Angleterre en 1869, il vit à Paris. Il prend part à certains concours de l'Union centrale des arts décoratifs, où il emporte deux principaux prix (1 000 F et 300 F), tout en continuant d'exposer pratiquement chaque année jusqu'à l'âge de 78 ans au Salon des artistes français (45 œuvres y seront présentées entre 1860 et 1910). En outre, il répond aux nombreuses commandes des orfèvres. Par ailleurs, il obtient une médaille d'or à l'exposition collective internationale ouvrière de 1878 et est collaborateur des expositions universelles de 1878 (médaille de bronze) et de 1890 (médaille d'argent).
À presque 79 ans, il meurt le 12 novembre 1911 chez sa fille Clémentine, rue de Paris (actuelle avenue du Maréchal-Leclerc), à Écouen.
À la suite des travaux de recherche du Docteur en graphisme, Pau Medrano Bigas sur les signatures des deux artistes, Théophile n’a toujours eu qu’une signature en majuscule d’imprimerie “T.HINGRE” qu’on ne retrouve que sur des sculptures. Les multiples signatures de Léon (son fils) sont un mélange de majuscules et de minuscules cursives de même facture que l’on retrouve aussi bien sur ses œuvres peintes que sculptées. Ainsi les œuvres peintes attribuées à Théophile Hingre sont de son fils. Par ailleurs l’Association Théophile et Léon Hingre est en possession de textes, y compris de la main de Théophile, précisant qu’il était et n’était que sculpteur.

## Œuvres

### Sculptures
- La Poule et ses poussins, bronze, 1865.
- Poulailler, terre cuite, s.d., Troyes, musée d'art d'archéologie et de sciences naturelles[3].

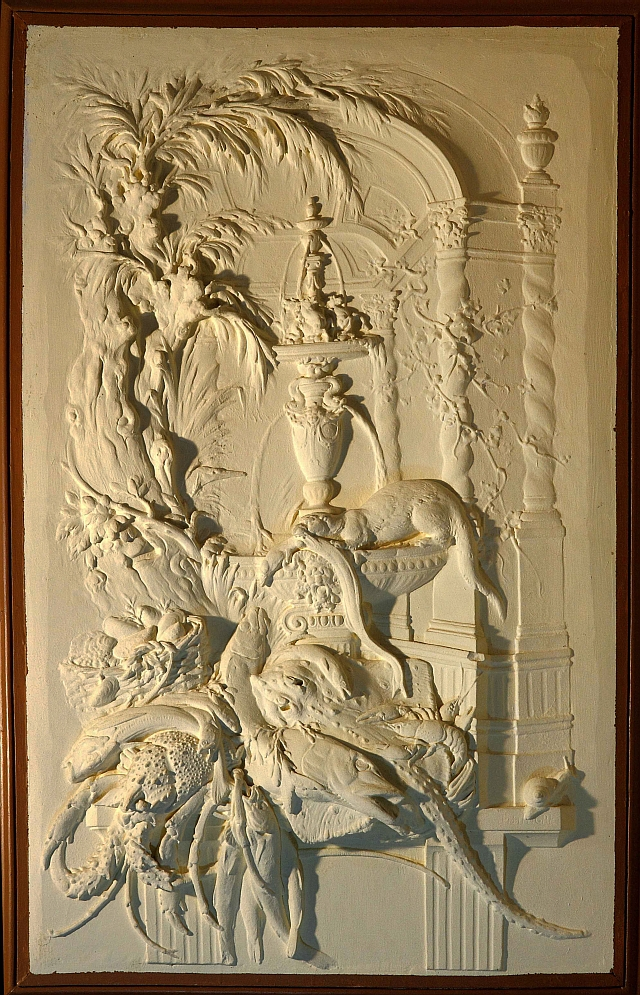
Bas-relief : Les poissons.
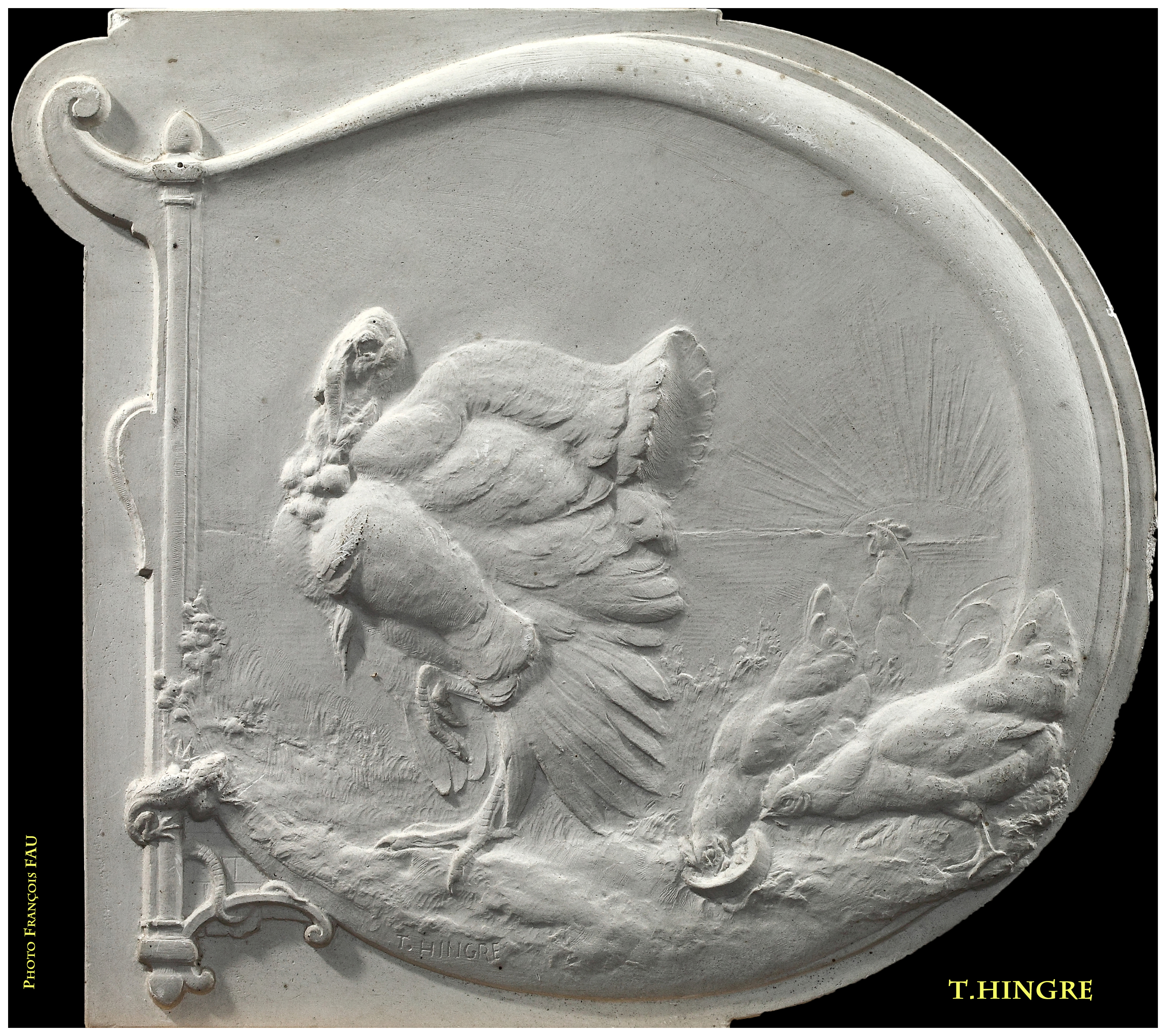
Médaillon : Le Dindon.
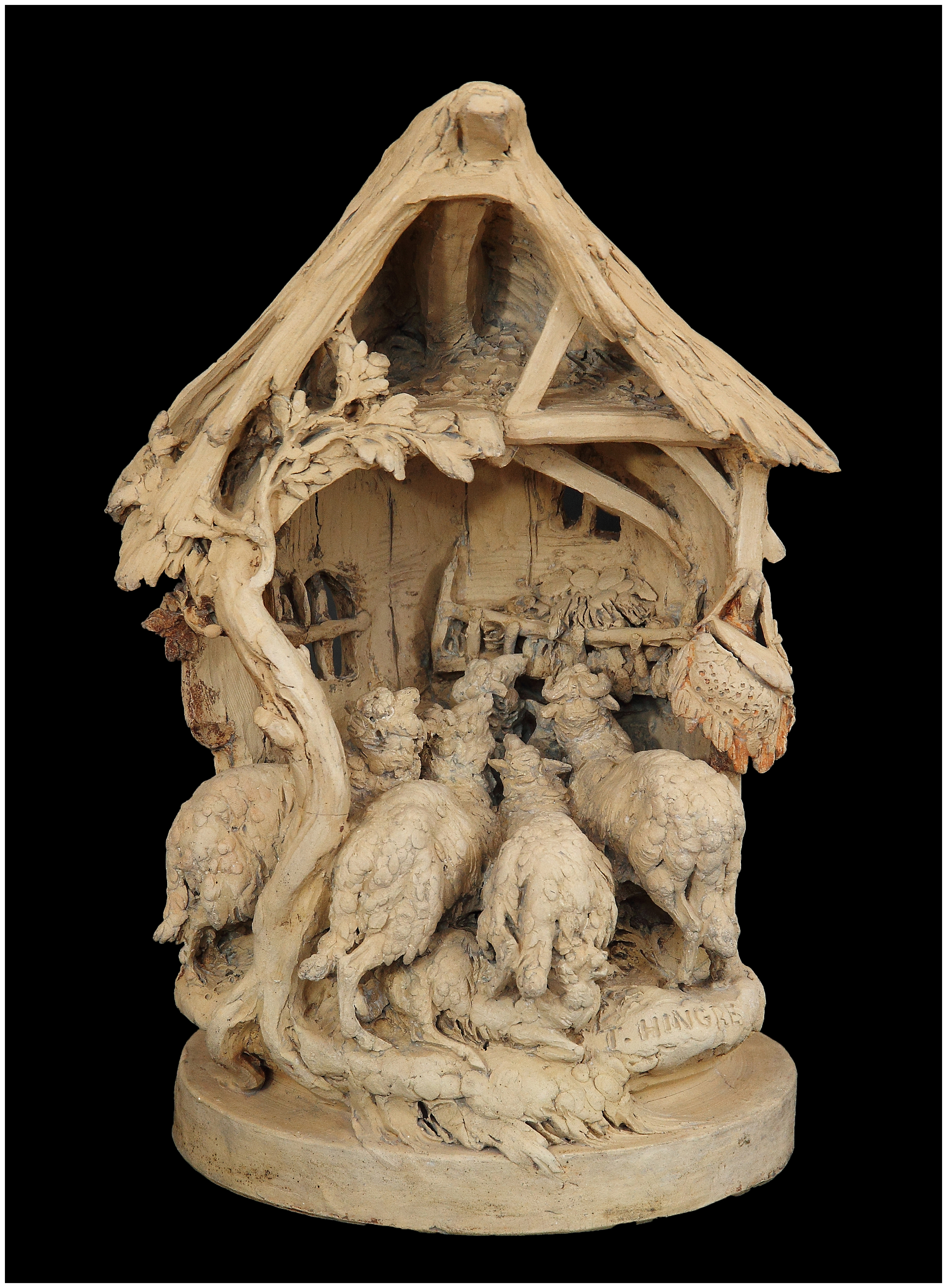
Ronde-bosse : Groupe de moutons dans la bergerie.

### Graphismes et publicités
|          |
| Portrait |

|                                    |
| Publicité pour les biscuits Olibet |

|                     |
| Publicité vers 1895 |

|                          |
| Nouvelles Galeries Tours |

|               |
| Carte Postale |

|                     |
| Chocolat Carpentier |

|                               |
| Champagne Louis Roederer 1897 |

|                   |
| Parfumerie Violet |

|             |
| Bière Webel |